# 黄洽
黄洽（1122年—1200年），字德潤，福州侯官县人，南宋官員。
隆兴元年（1163年），中进士。历任国子博士、太常寺丞、著作郎、右正言、侍御史、右谏议大夫、御史中丞。淳熙十年（1183年），任参知政事。淳熙十五年（1188年），任知枢密院事，后以资政殿大学士知隆兴府。
庆元二年（1196年），致仕。